# Maximilian Leopold Löblich
Maximilian Leopold Löblich (* 16. November 1901 in Wien; † 1. März 1984) war ein österreichischer Unternehmer, Kupferschmied, Ingenieur und geschäftsführender Gesellschafter der Löblich & Co. Kessel und Apparatebau KG, dem ältesten Heizkesselerzeuger Österreichs.

## Leben
Max Löblich, Sohn des Eisenbahningenieurs und Direktors der Actiengesellschaft der Wiener Lokalbahnen Max Löblich, besuchte das Gymnasium in Horn, absolvierte eine höhere technische Bundeslehranstalt in Wien und legte die Meisterprüfung im Kupferschmiedgewerbe ab. 
Von 1924 bis 1927 war er als Konstrukteur in einem einschlägigen Betrieb in Deutschland tätig und daher in Hinkunft für das Produktionsprogramm der Firma Löblich verantwortlich. Mit 1. Jänner 1929 übernahm Löblich von seinem Onkel Leopold Löblich gemeinsam mit seinem Bruder Ing. Franz Löblich († 3. April) die Leitung der Metallwarenfabrik Leopold Löblich.
Die im Zeitalter des Ständestaates errichtete Zunft der Kupferschmiede, in der Max Löblich seit Beginn der 1930er Jahre führend tätig gewesen war, ging in der Zeit des Nationalsozialismus nach dem Anschluss Österreichs in eine Innung über. Obwohl er selbst nicht Mitglied der NSDAP war, vertrat er auch während der Zeit des Nationalsozialismus die Innung als deren Leiter. Nach dem Tod seines Bruders zum Ende des Zweiten Weltkriegs führte Max Löblich das Unternehmen bis zu seinem Tod 1984 alleine weiter.
Er hatte als Konstrukteur neuartiger Heizkessel (geschweißte Rauchrohrkessel, vergleiche System Rohleder mit atmosphärischen Brennern (Polidoro, Italien) und elektromechanischer Gasarmatur (vergleiche System Brahma)) maßgeblichen Anteil an der Expansion des Unternehmens und als führender Hersteller und Marktführer auf dem österreichischen Markt für Gasheizung der 1950er Jahre. In der Folge wurde Gas zunächst als Stadtgas später als Erdgas im Laufe der Jahre zum meistverwendeten Energieträger für Raumheizung in Österreich.
Löblich wurde zum führenden Heizkessellieferanten in Österreich und zählte unter anderem die Bundespräsidenten Adolf Schärf, Franz Jonas, Kurt Waldheim und Thomas Klestil, den ungarischen Ministerpräsidenten János Kádár, Österreichs Bundeskanzler Bruno Kreisky, Vizekanzler Alois Mock u. v. a. zu seinen Kunden. Unter seiner Führung wurde dem Unternehmen Löblich & Co. am 5. September 1977 die staatliche Auszeichnung und Berechtigung zur Führung des Bundeswappens verliehen.
Einige Jahre vor seinem Tode 1984 übergab Löblich die Geschäftsführung des Unternehmens an seinen Sohn Maximilian Wolfgang Löblich (* 1931) und seinen Neffen Adolf Löblich (* 1938), die das Unternehmen fortführten und insbesondere die internationalen Vertriebskooperationen und die Geschäftsbereiche Großhandel und technischer Kundendienst ausbauten.
Maximilian Leopold Löblich starb 1984 und ist in Weidling bei Wien, in dem von Robert Oerley entworfenen Familiengrab, begraben.

## Familie
Verheiratet mit Elisabeth, geborene Goetz (1899–1987), war Löblich Vater von drei Kindern: Maria, verh. Williams, Konstanze, verh. Seiller-Tarbuk und Maximilian. 

## Auszeichnungen
- Berufstitel Kommerzialrat